# ハエトリグモ
ハエトリグモ（蝿取蜘蛛・蠅捕蜘蛛・蝿虎・蝿豹子・蝿蝗、英語: jumping spider）は、節足動物門クモ綱クモ目ハエトリグモ科（学名: Salticidae）に属するクモ類の総称。正面の2個の大きな目が目立つ小型のクモ。その名の通りハエ類を含む小型の虫を主食とする益虫であるが、他のクモを狙う種、アリを食う種など特殊なものもあり、さらには草食を中心とした種の存在も知られている。捕獲用の網を張らず、歩き回りながら獲物を狩る徘徊性のクモである。一部の種は都市部や人家にも適応しており、日常の中でよく出会うクモでもある。

## 特徴
非常に多くの種類があり、世界で命名されている種が約6000、日本では105種が確認されている。いずれも比較的小型で足も長くないがよく走り回り、ジャンプも得意。歩きながら餌を探す徘徊性のクモである。
眼が大きく発達しているのが特徴で、前列に4つの眼が正面を向いて配置する。前中眼が最も大きく、前側眼はやや小さい。後の4つの眼は頭胸部の背面周囲に並んでおり小さい。前方に向かう眼は視力が良く、物の形も分かるとされている。物を見る時にはこの目で捉えようとするので、ハエトリグモに後ろから忍び寄ると体をひねって振り返る様子が見える。

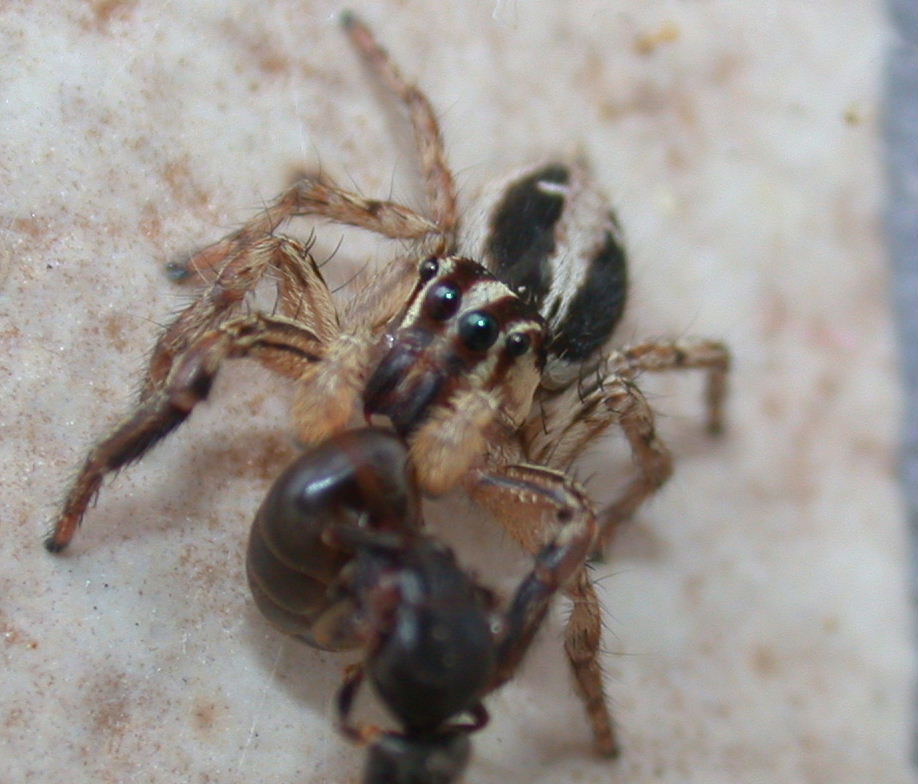
チャスジハエトリの顔面 日本の人家で普通に見られるハエトリグモの一つ。これは幼虫で、アリを捕食しているところを撮影。顔をレンズに向けているので、前列眼、特に中眼2つがよく発達しているのがよく分かる。

またこのように視力が良いためか、ハエトリグモは配偶行動などでも視覚に訴えるような手振りや体を上下させるような動きでやりとりをするものが多い。雌雄で色彩に違いがある性的二形がはっきりしたものも少なくない。ただし、他のクモと同様に震動が利用される例もあることが知られている。
頭胸部は大きな眼が並ぶ前面がほぼ垂直に切り立っており、そこから後列の眼が外側に並ぶ台形部分が盛り上がっており、後方は低くすぼまる。腹部は楕円形。
足は比較的太くて短いものが多い。足先の爪は2本でその間に粘着毛を持つ。これによって、ガラス面でも歩くことができる。
特に第1脚は太くなっているものが多い。その前足を持ち上げて構える姿がよく見かけられる。また、配偶行動において前足を振るものには特に色がついていたり、毛が生えていたりと目立ったものがある。アリグモの場合前足は細く、それを持ち上げて先端の数節を折り曲げるため、アリの触角に見えるようになっている。
ハエトリグモ類は種類が多いがその外見的特徴には共通点が多く、一見してハエトリグモと判断できる。その代わり科の中の分類は問題が多く、歴史的に何度も構成が変わっている。

## 生活
生活史を通して徘徊性で、歩き回って餌を捕らえる。餌は昆虫を中心とした小動物である。餌を発見するとそっと近づき、十分な距離に達すると前列眼で距離を見極め、一気に跳躍して飛びかかることができる。なお、歩くときは常に糸を引いており（しおり糸）失敗しても地上に落ちることはない。
特殊な餌を狙う種としてはアオオビハエトリが地上のアリの列のそばにいて、アリを狙うことが知られている。また、日本の沖縄県にも分布するケアシハエトリは、ヒメグモ類など小型の造網性のクモを主として餌とする。また、ハエトリグモ類の仲間であるバギーラ・キプリンギはクモでは珍しく草食を中心としている。

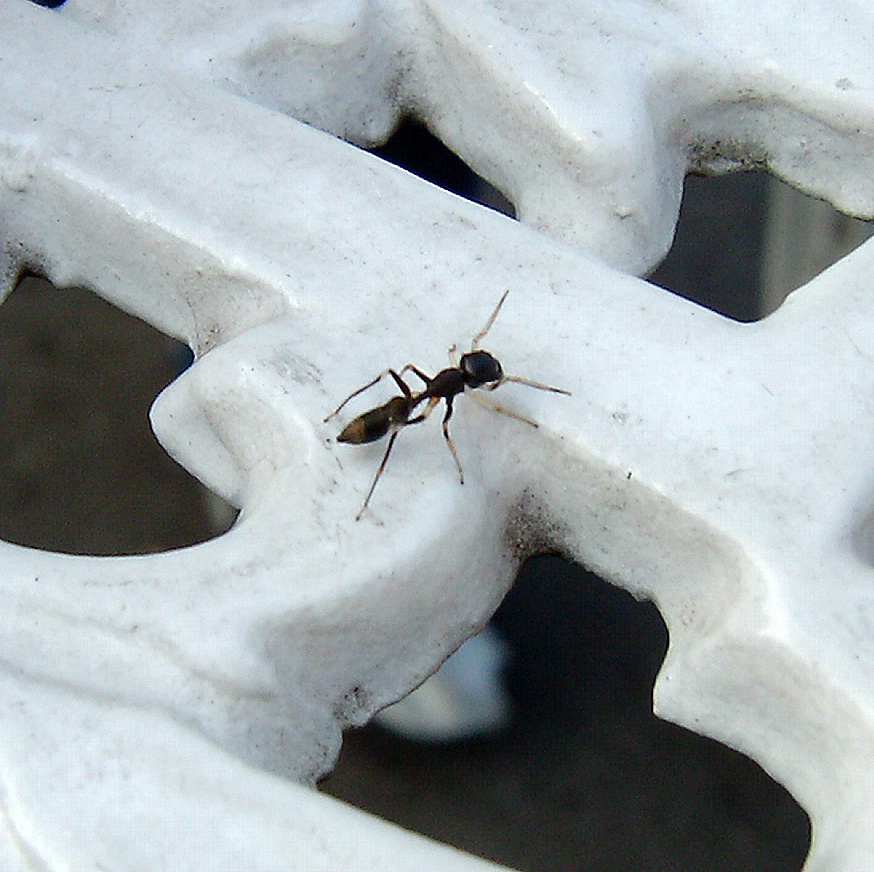
蟻に擬態したアリグモ

他に、アリグモ類はアリにそっくりな姿で、アリに擬態しているとされる。
繁殖時には、雄は雌の周りで前足や触肢を振るようにして独特のダンスをする。雌は産卵に際して、狭い空間を糸の膜で区切った巣を作り、その中に卵嚢をつける。卵嚢は薄く糸に巻かれて巣の底につける。

## 生息環境
世界中に広く分布するが熱帯に種類が多い。様々な環境にそれぞれ多くの種がある。
日本の人家の中でよく見かけるのはアダンソンハエトリとチャスジハエトリ、家の外壁にはシラヒゲハエトリが多い。人家に出没するものはほかに数種ある。
平地の山野では、草の上にネコハエトリ、マミジロハエトリなどが普通種である。地上ではアオオビハエトリやウデブトハエトリなどが見かけられる。ヤハズハエトリ類はいずれも細長い形をしており、ススキ類の葉の上の生活への適応と考えられる。かつて、農村周辺の茅場に多く見られた。
山地や森林にも様々な種がある。海岸では高潮帯の岩の上にイソハエトリがいる。

## 人間との関わり
人家に住む種や個体も多く、なじみの多い動物である。
ほんち
子供の遊びとして、ハエトリグモ同士を戦わせる昆虫相撲の一種でホンチなどがあり、ネコハエトリやヤハズハエトリ類などが用いられた。繁殖期に雄が雌を巡って争う習性を利用して4－5月に行われる。江戸時代に富津周辺の漁師の間で海に出れないときの余暇として広まったとされる。神奈川県横浜市・川崎市、千葉県富津市などでは現在も行われている（富津市ではフンチという）。横浜市内のほんちは、2019年11月5日に横浜市登録地域無形民俗文化財に登録された。
座敷鷹
また江戸時代の一時期（寛文から享保頃）には、ハエトリグモを「座敷鷹」と呼んで、蝿を捕らせる遊びが流行した。これは大人の遊びで、翅をやや切って動きを制限したハエを獲物とし、複数のハエトリグモにそれを狩り競わせるというものだった。文字通り、鷹狩りの室内版だったのである。
やがて座敷鷹が娯楽として定着するにつれ、クモを売る商売やクモを飼い置くための蒔絵を施した高価な印籠型容器まで出現した。強いクモは非常に高価で、当時の江戸町人の平均的な月収に相当したという。後には廃れたが、一説には賭博の禁止令により、博打の対象となっていた座敷鷹の遊びも消滅していったとされる。
マウスポインタ
パーソナルコンピューター（PC）のモニタ画面上にいるハエトリグモの周囲でマウスポインタを動かすと、画面のマウスポインタを餌と誤認して狩猟態勢に入る。

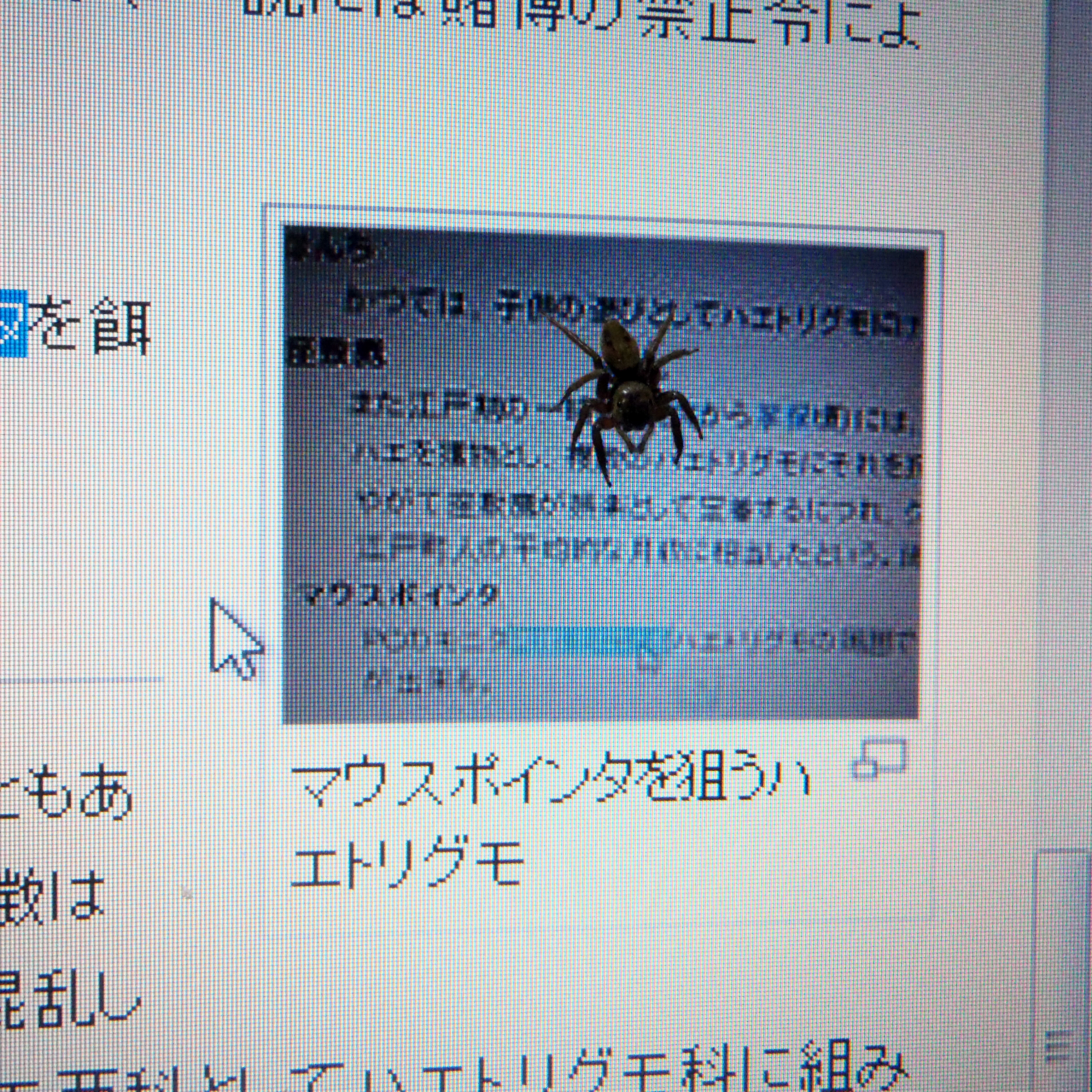
マウスポインタを狙うハエトリグモ

## 分類
ハエトリグモ科はクモ類中で最大の種数を抱え、かつては500属5000種が知られ、現在は命名されている種だけで6000を数えるが、主力が熱帯にあることもあり、未だ多くの未知種があるはずである。分類の体系は必ずしも確立していない。ハエトリグモの特徴ははっきりしており、他のクモ類との間で判断に困るものはないが、それだけにその内部での分類が混乱している。一時はLyssomaniaeの群がハエトリグモに近い別群と見なされていたが、現在ではリセイグモ亜科としてハエトリグモ科に組み込まれている。
系統的には、他のクモ類との関係があまりはっきりしない。外見的にはササグモ科のクモがやや似ているが、こちらは三爪類の系譜に属し、系統的には遠い。さらに、イワガネグモ科のクモは系統的にも遠く、習性の上でもほとんど共通性がないにもかかわらず外見は何となく似ている。

## 代表的な種
ハエトリグモ科のものはこの科に属することは分かりやすいが、科の中での分類はなかなか難しいようで、属の構成等がよく変えられる。ここには比較的古い体系を示した。なお、ハエトリグモの種名は慣習的にグモを外す。
シラヒゲハエトリグモ属　Menemerus
シラヒゲハエトリ（人家外壁に普通）
オビジロハエトリグモ属　Hasarius
アダンソンハエトリ Hasarius adansoni（人家に普通）
ムツバハエトリグモ属　Yaginumanis
ムツバハエトリ（森林内の苔の生えた岸壁）
マミジロハエトリグモ属　Evarcha
マミジロハエトリ（草の上。オスは眼の上に白毛、触肢が白玉状）
コゲチャハエトリグモ属　Carrhotus
ネコハエトリ（山野に普通）
マダラハエトリグモ属
デーニッツハエトリ（山野に普通）
オオハエトリグモ属　Marpissa
オスクロハエトリおよびヤハズハエトリ（いずれも細長く、ススキ等に生息。雌雄の色彩が異なる。近似種あり）
Hakka属　Hakka
イソハエトリ（海岸性） Hakka himeshimensis（Don. & Str., 1906）
オビハエトリグモ属　Silerella
アオオビハエトリ（地上性でアリを捕食）
スジハエトリグモ属　Plexippus
チャスジハエトリ（人家に普通）、ミスジハエトリ
ウデブトハエトリグモ属　Harmochirus
ウデブトハエトリ
カラスハエトリグモ属　Rhene
カラスハエトリ
アリグモ属　Myrmarachne
アリグモ、ヤサアリグモ

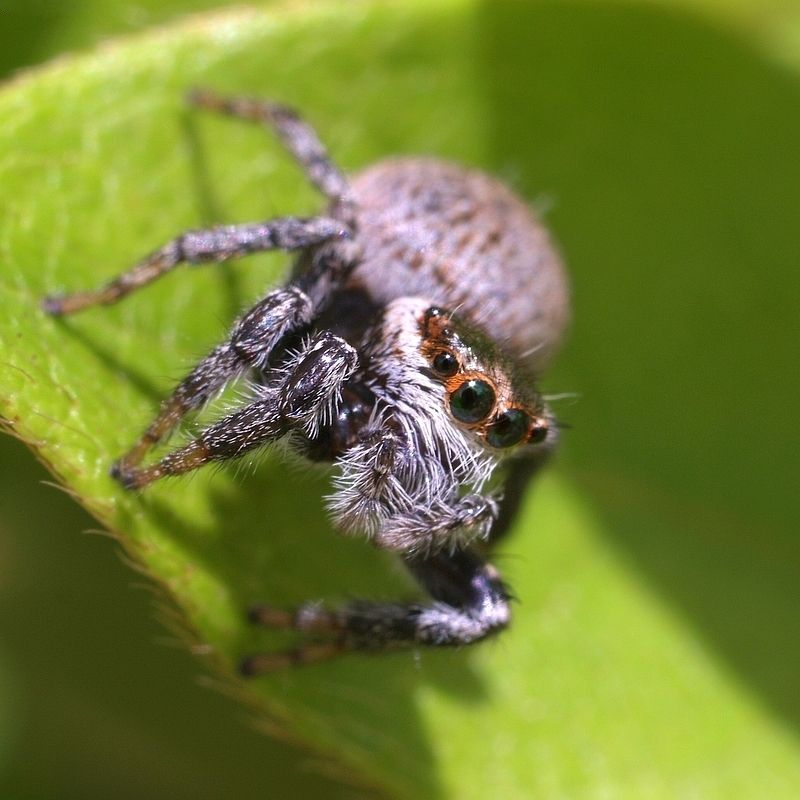
マミジロハエトリ（メス） Evarcha albaria
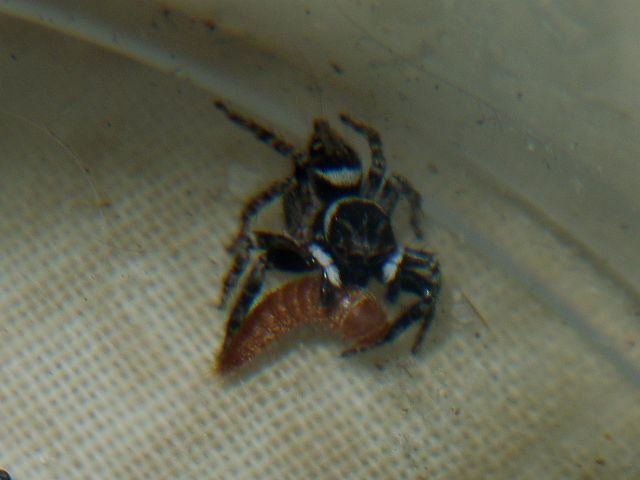
アダンソンハエトリ（オス） Hasarius adansoni

## 関連文献
- 須黒達巳 著『世にも美しい瞳 ハエトリグモ』 ナツメ社、2016年、ISBN 978-4816360879
- 須黒達巳 著『ハエトリグモハンドブック 増補改訂版』 文一総合出版、2022年、ISBN 978-4829981696